# Случевский, Константин Константинович
Константи́н Константи́нович Случе́вский  (26 июля [7 августа] 1837, Санкт-Петербург — 25 сентября [8 октября] 1904, Гунгербург) — русский поэт, писатель, драматург, переводчик. Гофмейстер, тайный советник.

## Биография
Родился 26 июля (7 августа) 1837 года. Происходил из дворян Черниговской губернии, сын сенатора Константина Афанасьевича Случевского. Мать — Анжелика Ивановна, урождённая Заремба.
Воспитывался в Первом кадетском корпусе, откуда в 1855 году по окончании курса первым учеником, с записанием на мраморную доску, был выпущен прапорщиком в Семёновский полк. Затем перешёл в лейб-гвардии стрелковый Его Императорского Величества батальон, прослужив в котором около двух лет, поступил в Академию Генерального штаба, но в 1861 году оставил военную службу и отправился за границу.
Несколько лет учился в Париже, Берлине и Гейдельберге, где в 1865 году получил степень доктора философии.
Вернувшись в Россию служил в Министерстве внутренних дел (1867—1874), государственных имуществ (1874—1891) и снова в Министерстве внутренних дел — чиновником особых поручений V класса.
С апреля 1891 года по 1902 год состоял на должности главного редактора газеты «Правительственный вестник».
Состоял членом совета министра внутренних дел, совета Главного управления по делам печати и имел придворное звание гофмейстера.

## Семья
Был женат (с 1870) Ольге Капитоновне (урожд. Лонгиновой; 1849—1921), из состоятельной помещичьей семьи, владевшей имением Головино (около 800 десятин) в Курской губернии. В 1891 году Константин Константинович и Ольга Капитоновна расстались, и Ольга Капитоновна с детьми стала жить в Царском Селе. К. К. Случевский жил в гражданском браке с Агнией Федоровной Снетковой (урожд. Рерих; 1861—1942, умерла в блокаду), от которого у них родилась младшая дочь поэта — Александра, которая стала хранительницей архива отца.
Дети:
- Ольга (в замуж. Червинская; 1871—1940). Её муж — Павел Евгеньевич Червинский (1868—1926), офицер, полковник Белгородского полка[9][10], сын архитектора, академика Императорской Академии художеств Евгения Ивановича Червинского. Их дети: Дмитрий (1900—1918, расстрелян в Петрограде), Ольга (род. 1904; в замуж. Чернова).
- Константин (1873—1905) — поэт. Его жена — Мария Генриховна Случевская (урожд. Капп) (1871—1938), которая в свое время была учительницей младшей дочери К. К. Случевского — Александры. Детей в браке не было.
- Владимир (1876—1915). Окончил Александровский Кадетский корпус, участник Русско-японской войны. С начала Первой Мировой войны ушел в действующую армию. Скончался в госпитале от тяжелого ранения, полученного под Плонском. Похоронен в фамильном имении матери в Головино. Его жена (обвенчались в 1906 году в Харбине) — Ольга Петровна Случевская (урожд. Гавайская; ум. в 1924) была сестрой милосердия[11]. Детей не было.
- Николай (род. 1881, ум. в младенчестве).
- Николай (1882—1920), инженер-энергетик. Окончил Электротехнический институт императора Александра III. Расстрелян «за контрреволюционную деятельность» в Петрограде[12]. Его жена — Людмила Александровна Случевская (урожд. Эксе; ум. в 1918 году от тифа). Их сын Владимир (1915—2003) был женат на Екатерине Борисовне фон Бок (1919—1993), приемной дочери Бориса Иванович фон Бока и Марии Петровны, урожд. Столыпиной (дочери П. А. Столыпина). Его сын — Николай Владимирович Случевский (род. 1953), правнук Константина Константиновича Случевского, с 2010 года живёт в Москве[13].
- Елизавета (1885—1965). Училась в Петербургской консерватории по классу фортепиано, затем в консерватории Лейпцига. После революции 1917 года работала библиотекарем. Во время Второй Мировой войны в 1943 году была вывезена в Германию, жила в Австрии, в 1948 году переехала в Ирландию. Оставила воспоминания о матери и братьях. Замужем не была.
- Александра (в замуж. Коростовец; 1890—1977)[14][15], художник-иконописец, реставратор[16]. Её муж — В. К. Коростовец. В 1919 эмигрировала, жила в Варшаве, Берлине, Лондоне. Детей в браке не было.

Сестра Константина Константиновича Случевского — Ольга Константиновна (1845—1921) была замужем за доктором медицины, гомеопатом, вегетарианцем Александром Петровичем Зеленковым (1850—1914). Сама она также была последовательной вегетарианкой и написала книгу «Я никого не ем. 365 вегетарианских меню и руководство для приготовления вегетарианских кушаний» — первую вегетарианскую поваренную книгу в России.
Умер в Гунгербурге 25 сентября (8 октября) 1904 года. Похоронен в Санкт-Петербурге на Новодевичьем кладбище.

## Литературная деятельность

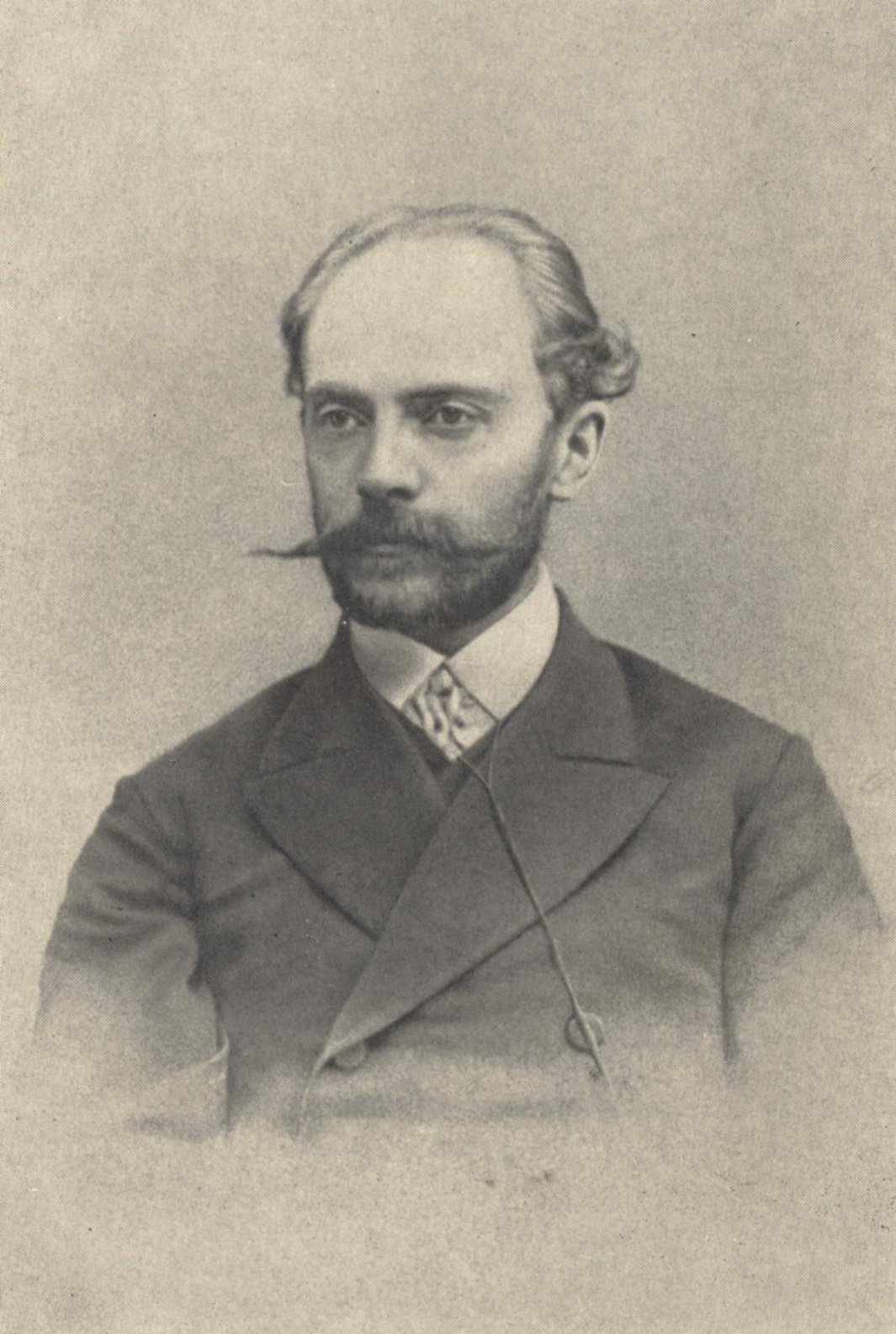
К. К. Случевский в 1880-х годах

Литературную деятельность начал в «Общезанимательном вестнике» 1857 года, где опубликовал свои стихи и переводы из В. Гюго, О. Барбье и Дж. Г. Байрона. Затем помещал стихи в «Иллюстрации», в 1860 году поместил ряд стихотворений в «Современнике» и «Отечественных записках». Они сразу обратили на себя внимание. Мнения критики в оценке произведений молодого поэта разделились. Таких выдающихся эстетических ценителей, как И. С. Тургенев и Аполлон Григорьев, они привели в восторг.
Эти восторги вполне понятны, потому что к числу первых стихотворений Случевского принадлежат «Статуя», «Весталка», «Мемфисский жрец» и другие лучшие произведения поэта. Звучный, красивый стих, пластичность образов, ясность настроения давали основание надеяться, что из дебютанта выработается серьёзная поэтическая сила. Аполлон Григорьев со свойственным ему отсутствием меры превозносил талант Случевского в таких преувеличенных выражениях, что вызвал столь же неумеренные нападки влиятельной тогда «Искры», которая начала выуживать у Случевского неудачные выражения и сделала его мишенью злых и остроумных насмешек.
Гонение «Искры» болезненно подействовало на поэта: он исчезает со страниц журналов и только в 1866 году выпускает три полемические брошюры против теорий Чернышевского и Писарева под общим заглавием «Явления русской жизни под критикою эстетики» I, II, III (Санкт-Петербург, 1866—1867).
На стихотворное поприще Случевский вернулся только в 1878 году, выпустив особым приложением к новогоднему номеру «Нового времени» поэму «В снегах». Успех поэмы, в которой есть красивые места (встреча 12 витязей-месяцев у костра), поднял настроение автора, и он деятельно начинает печатать в разных журналах лирические стихотворения, поэмы, мистерии, баллады и др., которые были собраны в 4 книжках (Санкт-Петербург, 1881—1890), а затем вошли в состав «Сочинений К. К. Случевского», изданных А. Ф. Марксом в 6 томах (Санкт-Петербург, 1898).
Случевский написал также роман «От поцелуя к поцелую» (1872), ряд повестей и рассказов, собранных в книжках «Виртуозы» (Санкт-Петербург, 1882), «Застрельщики» (Санкт-Петербург, 1883), «33 рассказа» (Санкт-Петербург, 1887), «Профессор бессмертия» (Санкт-Петербург, 1892), «Исторические картинки» (Санкт-Петербург, 1894) и в 5 и 6 томах «Собрания сочинений». Наиболее известен роман «Профессор бессмертия» — смесь беллетристики, не особенно яркой, и чисто отвлечённых рассуждений на религиозно-философские темы.
Совершив несколько поездок по России в свите вел. кн. Владимира Александровича, Случевский описал их в сочинении «По северу России. Путешествие Их Имп. высоч. вел. кн. Владимира Александровича и вел. кн. Марии Павловны» (Санкт-Петербург, 1888) и «По северо-западу России» (Санкт-Петербург, 1897).
Для сцены Случевский написал «Город упраздняется» (совместно с В. А. Крыловым) и «Поверженный Пушкин» (1899). Кроме того, он напечатал «Книжки моих старших детей» (Москва, 1890—1892), брошюры «Историческое значение св. Сергия» (Москва, 1891), «Государственное значение св. Сергия и Троицко-Сергиевской лавры» (Москва, 1889 и Санкт-Петербург, 1892) и другие.
Стихи Случевский писал до самой смерти. Его, как и многих, не избежало влияние возникшего символизма. К примеру, очень известное, входящее в антологии русской любовной лирики стихотворение «Упала молния в ручей…» (1901) носит символический характер; лишь по последней строке можно понять его истинный смысл.

## Оценки творчества
Поэзия Случевского в конце XIX века вызывала такое же разделение мнений, как и в начале его творческой деятельности. Группирующийся около Случевского кружок поэтов «Пятницы» (редакция юмористического листка «Словцо» и альманаха «Денница») ставила его очень высоко, называла «королём» современной русской поэзии (Платон Краснов), посвящала ему особые книги (Аполлон Коринфский, «Поэзия К. К. Случевского», Санкт-Петербург, 1900) и т. д. Значительная часть журналистики и критики относилась к Случевскому холодно, а подчас и насмешливо. При присуждении в 1899 году Пушкинских премий Н. А. Котляревский, которому II отделение Академии наук поручило разбор стихотворений Случевского, высказался за назначение маститому поэту награды 1-го разряда — полной премии, но большинство голосов постановило ограничиться почётным отзывом.
Никогда, нигде один я не хожу,

Двое нас живут между людей:

Первый — это я, каким я стал на вид,

А другой — то я мечты моей…
Такую полярность оценок С. А. Венгеров объяснял неровностью творчества Случевского. По словам Венгерова, «ни у одного из наших поэтов с именем нет такого количества слабых стихотворений. Недостатки доходят подчас до курьёзов (хор в мистерии „Элоа“, начинающийся словами: „Была коза и в девушках осталась“; введение в русскую речь французского апострофа — „Ходят уши настр’жа“ и мн. др.). Самый стих Случевского, в начале его деятельности звучный и красивый, с годами стал тяжёл и неуклюж, в особенности в стихах полуюмористического и обличительного характера (например, „Из дневника одностороннего человека“). В стихотворениях и поэмах мистического характера („Элоа“ и др.) символизм и отвлечённость переходят иногда в непонятность». Переходя к достоинствам поэта, Венгеров отмечал, что "у Случевского почти нет перепевов; всё, что он писал, носило отпечаток собственной его душевной жизни. Стихотворением, поставленным во главе собрания его сочинений, он сам называет себя поэтом «неуловимого», которое «порою уловимо». В этом отношении он в наиболее удачных из своих «дум» напоминает Тютчева. Он ищет в «земном творении» «облики незримые, глазу незаметные, чудеса творящие»; он убеждён, что «не все в природе цифры и паи, мир чувств не раб законов тяготенья, и у мечты законы есть свои». Это даёт ему в лучшие моменты творчества истинную внутреннюю свободу и поднимает на большую высоту его лирическое настроение". Среди произведений Случевского Венгеров выделял поздние «Песни из уголка», "интересные по свежести чувства и бодрости духа, черпающего свою бодрость именно в том, что «жизнь прошла», что поэт «ни к чему теперь не годен», что «мгла» «своим могуществом жестоким» его не в силах сокрушить, что «светом внутренним, глубоким» он может «сам себе светить»".
После смерти Случевский оказался достаточно быстро забыт, несмотря на то, что многие деятели культуры Серебряного века (большинство символистов, В. Ходасевич, О. Мандельштам, Б. Пастернак) высоко ценили его творчество и посвящали его поэзии статьи. Писатель, искусствовед и богослов С. Дурылин ставил Случевского выше поэтов-символистов: «Они — как росчерк изящной тросточкой на песку, на дачной дорожке. А он — как угрюмая, глубокая борозда, проведённая плугом в чёрной, комкастой, корявой пашне». В советское время произведения Случевского время от времени переиздавали (в частности, в малой серии «Библиотеки поэта»), однако подъём интереса к творчеству Случевского произошёл лишь в 1970-х годах, когда начали появляться многочисленные аналитические статьи и были защищены две посвящённые поэту кандидатские диссертации. Окончательная переоценка вклада Случевского в русскую литературу произошла уже в постсоветское время: «наконец-то клеймо „забытого“ автора сменилось гораздо более корректным в историко-литературном плане званием „несвоевременного поэта“, поскольку оно точно указывает на саму „переходную“ природу его мироощущения и стиля, отразившую слом поэтических эпох, от классики — к модернизму».

## Награды
Был награждён многими орденами — до ордена Св. Анны 1-й степени включительно — а также иностранными орденами.

## Адреса в Санкт-Петербурге
- Косой переулок, д. 9, кв. 6 (1868)[22].
- Знаменская улица, д. 10 (1894)[23].
- Николаевская улица, д. 7 (1899)[24].
- Набережная реки Фонтанки, 127 (1901—1904)[3].